# Notonemoura lynchi
Notonemoura lynchi is een steenvlieg uit de familie Notonemouridae. De wetenschappelijke naam van de soort is voor het eerst geldig gepubliceerd in 1975 door Illies.